# Osteocephalus mutabor
Osteocephalus mutabor là một loài ếch thuộc họ Nhái bén.
Loài này có ở Ecuador và Peru.
Môi trường sống tự nhiên của chúng là rừng ẩm vùng đất thấp nhiệt đới hoặc cận nhiệt đới, sông ngòi, và đầm nước ngọt có nước theo mùa.
Chúng hiện đang bị đe dọa vì mất môi trường sống.